# Haskell
Haskell (МФА: [hæskəl]) — стандартизированный чистый функциональный язык программирования общего назначения. Является одним из самых распространённых языков программирования с поддержкой отложенных вычислений. Система типов — полная, сильная, статическая, с автоматическим выводом типов, основанная на системе типов Хиндли — Милнера. Поскольку язык функциональный, то основная управляющая структура — это функция.
Отличительная черта языка — серьёзное отношение к типизации; во многом в связи с этим язык назван в честь исследователя теории типов и изобретателя комбинаторной логики Хаскелла Карри.
Имеются средства взаимодействия с кодом на других языках программирования. Есть встроенная поддержка многозадачного и параллельного программирования, развитый инструментарий (средства автоматического тестирования, отладки и профилирования, в том числе для параллельных программ), существует несколько тысяч библиотек с открытым исходным кодом.

## История
Haskell принадлежит к семейству языков ML. Непосредственно на него оказал большое влияние язык Миранда, разработанный в 1985 году Дэвидом Тёрнером. Миранда был первым чистым функциональным языком, имевшим коммерческую поддержку, и был относительно популярен в 1980-х годах, но оставался собственническим программным обеспечением. Это затрудняло развитие и исследования возможностей ленивого функционального программирования, поэтому буквально за пару лет появилось более десятка схожих языков. Чтобы объединить усилия разных разработчиков в 1987 году на конференции по функциональным языкам программирования и компьютерной архитектуре в Орегоне (FPCA’87) было решено создать комитет для разработки открытого стандарта.
В 1990 году была предложена первая версия языка, Haskell 1.0. В дальнейшем работа комитета продолжилась, и в 1999 году был опубликован «The Haskell 98 Report», который стал стабильным стандартом языка на много лет. Язык, однако, продолжал бурно развиваться, компилятор GHC был фактическим стандартом в отношении новых возможностей.
Разработка новых версий языка идёт открыто, этот процесс получил название Haskell’ (Haskell Prime [ˈhæskəl praɪm], «Хаскелл-штрих»). Все желающие могут выдвигать свои предложения к обсуждению, предложения обсуждаются в течение года, комитет отбирает и объявляет предложения, которые готов принять, формируется новый комитет и к концу года готовится новая версия языка. Таким образом, новые версии языка теперь могут появляться каждый год. Планируется объявлять некоторые ревизии «значительными» и поддерживать такие ревизии на протяжении длительного времени.
Версия языка Haskell 2010 — была объявлена в конце 2009 года, но последней «значительной» версией (стандартом) остаётся Haskell 98.

## Характеристики языка
В качестве основных характеристик языка Haskell можно выделить следующие:
- недопустимость побочных эффектов (чистота языка); возможность писать программы с побочными эффектами без нарушения парадигмы функционального программирования с помощью монад;
- статическая сильная полная типизация с автоматическим выведением типов, основанная на типизации Хиндли — Милнера;
- функции высшего порядка, в том числе лямбда-абстракции;
- частичное применение;
- ленивые вычисления;
- сопоставление с образцом (англ. pattern matching), функциональные образцы, охраняющие выражения (guards);
- параметрический полиморфизм и его объединение с ad-hoc-полиморфизмом в единую модель посредством классов типов;
- алгебраические типы данных, в том числе псевдобесконечные (за счёт ленивости);
- списковое включение;
- возможность интеграции с программами, реализованными на императивных языках программирования посредством интерфейса внешних функций[9].

С момента принятия последнего стандарта языка (Haskell’98) ведущие реализации языка (ghc и hugs) были расширены множеством дополнительных возможностей:
- параметрический полиморфизм высших рангов за счёт квантификации переменных типа (вплоть до импредикативного) — естественно, исключающая выведение типов;
- функциональные зависимости.

## Реализации языка
Есть несколько реализаций языка Haskell. Некоторые реализации ориентированы на практическое применение, в то время как другие — представляют прежде всего академический интерес.

### Компиляторы и интерпретаторы
Наиболее популярен на практике оптимизирующий компилятор GHC, который создаёт быстрый код и позволяет использовать многие расширения языка. GHC может оптимизировать как скорость, так и компактность программ, способен создавать многозадачный и параллелизованный код. В комплекте с компилятором GHC поставляется также интерактивная среда программирования GHCi со встроенным отладчиком. GHC работает в Windows, MacOS X и на нескольких юникс-подобных платформах (Linux, *BSD, Solaris). Именно GHC является стандартным компилятором в Haskell Platform, и именно на нём в первую очередь тестируются все новые библиотеки.
Другая популярная реализация языка — интерпретатор HUGS. Он написан на Си, имеет малый размер дистрибутива и работает практически на всех платформах. HUGS предоставляет интерактивную среду программирования, но может также запускать программы на Haskell в стиле скриптовых языков. Пользователи Windows могут использовать графическую интерактивную среду WinHugs. Поскольку HUGS — это интерпретатор, то программы, запущенные в нём, выполняются медленнее, чем код, созданный большинством компиляторов языка Haskell. HUGS часто рекомендуют в качестве среды для изучения языка. HUGS полностью поддерживает стандарт языка Haskell 98, а также некоторые наиболее популярные расширения языка.
Другие известные реализации:
- nhc98 — быстрый компилятор, поддерживающий стандарт Haskell 98, написанный на Haskell 98; доступен для всех юникс-подобных платформ, включая MacOS X и Windows/cygwin;
- YHC (York Haskell Compiler) — форк nhc98, ставящий целью быть более переносимым и эффективным, поддерживает отладчик Hat; генерирует промежуточный байт-код, который можно использовать для генерации кода на других языках программирования;
- UHC (Utrecht Haskell Compiler) — компилятор, поддерживающий Haskell 98 почти полностью, а также некоторые расширения; поддерживает глобальный анализ программ; имеет несколько кодогенераторов, в том числе почти полностью функциональный генератор JVM-кода, кодогенераторы для LLVM и CLR в состоянии разработки; работает на юникс-подобных системах (включая MacOS X и Windows/cygwin);
- HBI и HBC — интерпретатор и компилятор, поддерживающие стандарт Haskell 98 с некоторыми расширениями; точно работает в Linux, поддерживается слабо;
- LHC (The Luxurious LHC Haskell Optimization System) — альтернативный кодогенератор для GHC, поддерживающий глобальную низкоуровневую оптимизацию программы в целом;
- jhc — экспериментальный компилятор для исследования возможностей глобальной оптимизации программ;
- Yale Haskell — ранняя реализация языка Haskell на Лиспе.

### Haskell Platform
В 2009 году сформировалась концепция Haskell Platform — стандартного дистрибутива языка, включающего кроме компилятора (GHC), также дополнительный инструментарий (систему сборки и развёртывания пакетов Cabal) и набор популярных библиотек.
С 2022 года Haskell Platform считается устаревшим способом установки Haskell.

### Альтернативные целевые платформы
Большинство компиляторов языка Haskell создают непосредственно машинный код для используемой платформы, но есть несколько проектов, позволяющих производить код для виртуальных машин или генерировать код на других языках программирования. Степень зрелости и уровень поддержки подобных проектов сильно разнится.
- LLVM:
  - патч для GHC[15], добавляющий генератор кода для LLVM, в настоящее время включён в компилятор GHC[16]; использование LLVM позволяет достичь большей производительности на ряде задач[17].
  - альтернативный кодогенератор в UHT (работоспособен частично)

- виртуальная машина Java (JVM):
  - LambdaVM[18] — патч для GHC, добавляющий генератор байт-кода JVM
  - jvm-bridge[19] — мост между Haskell и JVM (для GHC)
  - jaskell[20] — генератор байт-кода JVM (вероятно заброшен)
  - альтернативный кодогенератор в UHC (работоспособен почти полностью)

- Common Language Runtime (.Net):
  - прототип генератора MSIL-кода[21] для компилятора EHT/UHT
  - некоторые проекты по поддержке CLR упоминаются в GHC FAQ[22], на начало 2010 года их состояние не ясно

- JavaScript:
  - кодогенератор JavaScript для GHC[23] — патч для GHC, позволяющий компилировать программы в JavaScript-код
  - Ycr2Js[24] — конвертер байт-кода компилятора YHC в JavaScript
  - Fay — компилятор подмножества Haskell в JavaScript[25]

- Языки описания архитектуры (Verilog/VHDL):
  - Clash[26] — альтернативный способ разработки ASIC и программирования FPGA

Несколько интересных целевых платформ доступны при использовании компилятора YHC, в частности существуют интерпретатор байт-кода YHC на Python и конвертер байт-кода YHC в Erlang Core, но эти разработки пока ещё экспериментальны. Также существуют реализации подмножеств языка на разных целевых платформах.

### Расширения языка
- макрорасширение с контролем типов (Template Haskell[англ.]);
- объектно-ориентированное программирование (O’Haskell, Haskell++ и Mondrian).

Расширения реализаций языка (относится к GHC):
- развитие системы типизации;
- многопоточность;
- параллельные вычисления;
- распределённые вычисления;
- транзакционная память.

## Примеры

### Вычисление факториала
Следующий пример показывает синтаксис языка Haskell при реализации функции для вычисления факториала:
```
 
fac
 
::
 
Integer
 
->
 
Integer

 
fac
 
0
 
=
 
1

 
fac
 
n
 
|
 
n
 
>
 
0
 
=
 
n
 
*
 
fac
 
(
n
 
-
 
1
)

```

Это определение описывает процесс вычисления факториала в виде рекурсивной функции. Это определение похоже на то, которое можно найти в учебниках по информатике. Большая часть исходного кода на языке Haskell походит на математическую нотацию в аспектах синтаксиса и использования, например, вышеприведённый пример можно переписать в виде
```
fac
 
n
 
=
 
product
 
[
1
..
n
]

```

что соответствует математическому определению факториала.
Первая строка в приведённом выше коде необязательна и является объявлением функционального типа, то есть задаёт типы аргументов (указаны до последней «->») и тип возвращаемого значения (указан после последней «->»). Эта строка может быть прочитана как: функция fac имеет тип (::) из целого в целое (Integer -> Integer). Это значит, что она получает на вход один целочисленный аргумент (записан слева от «->») и возвращает результат также целого типа (записан справа от «->»). Если программист не указал типы явно, компилятор или интерпретатор может определить их автоматически.
Вторая и третья строки формируют определение тела функции. Определение состоит из предложений, или «клауз» (англ. clause). Каждое предложение представляет собой пару «образец — выражение». Компилятор или интерпретатор использует механизм сопоставления с образцом для выбора одного из выражений. В данном случае вторая строка определения будет выбрана тогда, когда фактический параметр при вызове функции fac будет равен нулю.
В третьей строке помимо механизма сопоставления с образцами использовано охраняющее выражение — n > 0. Оно гарантирует, что функция не будет работать для отрицательных чисел, для которых факториал не определён. Если отрицательное число будет передано в качестве фактического параметра в функцию fac, то программа остановится с сообщением об ошибке.

### Калькулятор
Простейший калькулятор для вычисления выражений в обратной польской записи может быть определён на языке Haskell при помощи одной функции:
```
 
calc
 
::
 
String
 
->
 
Float

 
calc
 
=
 
head
 
.
 
foldl
 
f
 
[]
 
.
 
words

   
where
 

     
f
 
::
 
[
Float
]
 
->
 
String
 
->
 
[
Float
]

     
f
 
(
x
:
y
:
zs
)
 
"+"
    
=
 
(
y
 
+
 
x
)
:
zs

     
f
 
(
x
:
y
:
zs
)
 
"-"
    
=
 
(
y
 
-
 
x
)
:
zs

     
f
 
(
x
:
y
:
zs
)
 
"*"
    
=
 
(
y
 
*
 
x
)
:
zs

     
f
 
(
x
:
y
:
zs
)
 
"/"
    
=
 
(
y
 
/
 
x
)
:
zs

     
f
 
(
x
:
y
:
zs
)
 
"FLIP"
 
=
 
y
:
x
:
zs

     
f
 
(
x
:
zs
)
   
"ABS"
  
=
 
(
abs
 
x
)
:
zs

     
f
 
xs
       
y
      
=
 
read
 
y
 
:
 
xs

```

Исходная строка со входным выражением тут разбивается стандартной функцией words на список слов — строк между пробельными символами — который обрабатывается функцией левосторонней свёртки (foldl) слева направо по одному слову с помощью функции f, которая поддерживает рабочий список прочитываемых чисел и промежуточных значений (поначалу [] — пустой список) и интерпретирует каждое входное слово как обозначение арифметической функции или как число, в ходе вычисления ею окончательного значения выражения (которое будет первым оставшимся значением в рабочем списке по окончании обработки списка слов входного выражения, так что его можно достать оттуда с помощью стандартной функции head).
Здесь (.) есть оператор композиции функций, (f . g) x = f (g x). Например,
```
*
Main
>
 
calc
 
"1 2 3 + 4 * - ABS"

19.0

```

### Числа Фибоначчи
Другой пример показывает способ вычисления бесконечного списка чисел Фибоначчи за линейное время:
```
fibs
 
=
 
0
 
:
 
1
 
:
 
zipWith
 
(
+
)
 
fibs
 
(
tail
 
fibs
)

```

Бесконечный список здесь определён при помощи механизма корекурсии — последующие значения списка здесь задаются на основе предыдущих, с начальными 0 и 1 в качестве первых двух элементов списка, и выражением-генератором zipWith (+) fibs (tail fibs), вычисляющим все элементы начиная с третьего на основании предшествующих двух, через стандартную функцию zipWith (+) которая суммирует попарно элементы двух своих входных списков.
Это определение является примером применения механизма ленивых вычислений, который является важнейшей частью языка Haskell. Для понимания того, как это определение работает, можно рассмотреть вычисление первых семи чисел Фибоначчи с его помощью:
```
fibs         = 0 : 1 : 1 : 2 : 3 : 5 : 8 : ...
               +   +   +   +   +   +
tail fibs    = 1 : 1 : 2 : 3 : 5 : 8 : ...
               =   =   =   =   =   =
zipWith (+)  = 1 : 2 : 3 : 5 : 8 : ...
fibs = 0 : 1 : 1 : 2 : 3 : 5 : 8 : ...
```

То же самое может быть записано также при использовании определителей списков,
```
 
fibs
 
=
 
0
 
:
 
1
 
:
 
[
a
 
+
 
b
 
|
 
(
a
,
b
)
 
<-
 
zip
 
fibs
 
(
tail
 
fibs
)]

```

или расширения языка Haskell, реализованного в компиляторе GHC (параллельных определителей списков, англ. parallel list comprehensions):
```
 
fibs
 
=
 
0
 
:
 
1
 
:
 
[
a
 
+
 
b
 
|
 
a
 
<-
 
fibs
       

                       
|
 
b
 
<-
 
tail
 
fibs
]

```

или с помощью напрямую самореферентной генерирующей функции:
```
 
fibs
 
=
 
0
 
:
 
1
 
:
 
next
 
fibs

   
where

     
next
 
(
a
:
 
t
@
(
b
:
_
))
 
=
 
(
a
+
b
)
 
:
 
next
 
t

```

### Простые числа
В этих примерах показано, как можно использовать списочные выражения (генераторы списков). Реализация нахождения всех простых чисел обычным путём (проверка каждого числа на простоту):
```
 
-- общее определение (все натуральные числа > 1, которые являются простыми)

 
primeNums
 
=
 
2
 
:
 
[
n
 
|
 
n
 
<-
 
[
3
..
],
 
isPrime
 
n
]

 

 
-- Число простое, если у него нет (простых) делителей

 
isPrime
 
n
 
=
 
foldr
 
(
\
p
 
r
->
 
p
*
p
>
n
 
||
 
(
rem
 
n
 
p
 
/=
 
0
 
&&
 
r
))
 
True
 
primeNums

```

или с помощью решета Эратосфена, в прототипичном, неэффективном варианте,
```
 
primes
 
=
 
(
map
 
head
 
.
 
scanl
 
minus
 
[
2
..
]
 
.
 
map
 
(
\
p
 
->
 
[
p
,
 
p
+
p
..
]))
 
primes

```

или эффективно, с предварительным каскадным объединением потоков составных чисел:
```
 
primes
 
=
 
2
 
:
 
_Y
 
((
3
:
)
 
.
 
minus
 
[
5
,
7
..
]
 
.
 
unionAll
 
.
 
map
 
(
\
p
 
->
 
[
p
*
p
,
 
p
*
p
+
2
*
p
..
]))

   
where
 

     
_Y
 
g
 
=
 
g
 
(
_Y
 
g
)

     
unionAll
 
((
x
:
xs
)
:
t
)
 
=
 
x
 
:
 
union
 
xs
 
(
unionAll
 
(
pairs
 
t
))

     
pairs
 
((
x
:
xs
)
:
ys
:
t
)
 
=
 
(
x
 
:
 
union
 
xs
 
ys
)
 
:
 
pairs
 
t

```

или посегментно, массивами,
```
import
 
Data.Array

import
 
Data.List
 
(
tails
,
 
inits
)

ps
 
=
 
2
 
:
 
[
n
 
|
 
(
r
:
q
:
_
,
 
px
)
 
<-
 
(
zip
 
.
 
tails
 
.
 
(
2
:
)
 
.
 
map
 
(
^
2
))
 
ps
 
(
inits
 
ps
),

              
(
n
,
True
)
    
<-
 
assocs
 
(

                                
accumArray
 
(
\
_
 
_
 
->
 
False
)
 
True
 
(
r
+
1
,
q
-
1
)

                     
[(
m
,
()
)
 
|
 
p
 
<-
 
px
,
 

                               
let
 
s
 
=
 
div
 
(
r
+
p
)
 
p
 
*
 
p
,
  
m
 
<-
 
[
s
,
s
+
p
..
q
-
1
]]
 
)]

```

с использованием канонических функций minus, union):
```
union
 
(
x
:
xs
)
 
(
y
:
ys
)
 
=
 
case
 
compare
 
x
 
y
 
of

         
LT
 
->
 
x
 
:
 
union
  
xs
 
(
y
:
ys
)

         
EQ
 
->
 
x
 
:
 
union
  
xs
    
ys

         
GT
 
->
 
y
 
:
 
union
 
(
x
:
xs
)
 
ys

union
 
a
 
b
 
=
 
a
 
++
 
b

minus
 
(
x
:
xs
)
 
(
y
:
ys
)
 
=
 
case
 
compare
 
x
 
y
 
of

         
LT
 
->
 
x
 
:
 
minus
  
xs
 
(
y
:
ys
)

         
EQ
 
->
     
minus
  
xs
    
ys

         
GT
 
->
     
minus
 
(
x
:
xs
)
 
ys

minus
 
a
 
b
 
=
 
a

```

### Описание игральных карт
Простой пример использования алгебраических типов данных для описания игральных карт. Идентификаторы типов начинаются с заглавных букв. Идентификаторы переменных и функций — со строчных. Новые алгебраические типы определяются ключевым словом data. Синонимы типов определяются ключевым словом type.
```
-- Алгебраический тип-сумма Масть («перечисление»).

-- Значением типа Масть может быть одно из указанных справа

-- (или Пики, или Трефы, или Бубны, или Червы).

-- «Масть» здесь выступает конструктором _типа_,

-- а «Пики», «Трефы» и т.д. — конструкторами _данных_.

data
 
Масть
 
=
 
Пики
 
|
 
Трефы
 
|
 
Бубны
 
|
 
Червы

  
-- необязательное автоматическое выведение экземпляров классов,

  
-- позволяющее преобразовывать значения в строки (функцией show из Show)

  
-- и обратно (функцией read из Read), а также сравнивать их между собой

  
-- (функциями классов Eq и Ord).

  
deriving
 
(
Show
,
 
Read
,
 
Eq
,
 
Ord
)

-- Алгебраический тип-сумма Достоинство

data
 
Достоинство
 
=
 
Семёрка
 
|
 
Восьмёрка
 
|
 
Девятка
 
|
 
Десятка

                 
|
 
Валет
 
|
 
Дама
 
|
 
Король
 
|
 
Туз

  
deriving
 
(
Show
,
 
Read
,
 
Eq
,
 
Ord
)

-- Алгебраический тип-произведение Карта («тип-кортеж»).

-- Значения типа Карта — комбинации значений типов Достоинство и Масть,

-- объединённые конструктором данных К.

-- Часто имена конструктора данных и конструктора типа совпадают.

data
 
Карта
 
=
 
К
 
Достоинство
 
Масть

  
deriving
 
(
Show
,
 
Read
,
 
Eq
,
 
Ord
)

-- Синоним списка значений типа Карта.

type
 
Рука
 
=
 
[
Карта
]

-- Функция, определяющая, есть ли в руке марьяж (король и дама одной масти).

естьМарьяж
 
::
 
Рука
 
->
 
Bool

естьМарьяж
 
карты
 
=

   
-- достаточно найти марьяж хотя бы одной масти

   
any
 
(
естьМарьяжМасти
)
 
[
Пики
,
 
Трефы
,
 
Бубны
,
 
Червы
]

   
where

     
-- проверить, есть ли и дама, и король заданной масти м в руке

     
естьМарьяжМасти
 
м
 
=
 
(
К
 
Дама
 
м
)
 
`
elem
`
 
карты
 
&&
 
(
К
 
Король
 
м
)
 
`
elem
`
 
карты

-- примеры раздач

рука
 
=
 
[
 
К
 
Дама
 
Трефы
,
 
К
 
Семёрка
 
Червы
,
 
К
 
Король
 
Трефы
,
 
К
 
Туз
 
Бубны
 
]

рука_без_марьяжа
 
=
 
[
 
К
 
Десятка
 
Пики
,
 
К
 
Король
 
Пики
,
 
К
 
Дама
 
Червы
 
]

main
 
=
 
do

  
проверить
 
рука

  
проверить
 
рука_без_марьяжа

  
проверить
 
[]
 
-- пустая раздача

  
where

    
проверить
 
кк
 
=
 
putStrLn
 
(
 
(
show
 
кк
)
 
++
 
" -> "
 
++
 
(
show
 
(
естьМарьяж
 
кк
))
 
)

-- Вывод:

-- [К Дама Трефы,К Семёрка Червы,К Король Трефы,К Туз Бубны] -> True

-- [К Десятка Пики,К Король Пики,К Дама Червы] -> False

-- [] -> False

```

### Численное интегрирование
Численное интегрирование {\displaystyle \int \limits _{0}^{2\pi }x\sin x\,{\rm {d}}x=-2\pi } методом трапеций:
```
trapezeIntegrate
 
f
 
a
 
b
 
n
 
=

    
((
sum
 
$
 
map
 
f
 
[
a
 
+
 
h
,
 
a
 
+
 
2
*
h
 
..
 
b
 
-
 
h
])
 
+
 
t
)
 
*
 
h

    
where

        
t
 
=
 
(
f
 
a
 
+
 
f
 
b
)
/
2

        
h
 
=
 
(
b
 
-
 
a
)
 
/
 
n

main
 
=
 
do

    
print
 
$
 
trapezeIntegrate
 
(
\
x
 
->
 
x
*
sin
 
x
)
 
0
 
(
2
*
pi
)
 
100

-- Вывод: -6.281118086046067

```

### Проверка палиндромов
В примере ниже демонстрируется работа со строками в Юникоде.
```
import
 
Data.Char
 
(
toLower
,
 
isAlpha
)

palindrom
 
::
 
[
Char
]
 
->
 
Bool

palindrom
 
s
 
=

    
norm
 
==
 
reverse
 
norm

    
where
 
norm
 
=
 
map
 
toLower
 
$
 
filter
 
isAlpha
 
$
 
s

test
 
::
 
[
Char
]
 
->
 
IO
 
()

test
 
s
 
=

    
putStrLn
 
$
 
s
 
++
 
": "
 
++
 
show
 
(
palindrom
 
s
)

main
 
=
 
do

    
test
 
"А в Енисее — синева"

    
test
 
"А роза упала на лапу Азора"

    
test
 
"Не роза упала на лапу Азора"

    
test
 
"Мир как Рим"

    
test
 
"Мир не Рим"

    
test
 
"I prefer Pi"

    
test
 
"حوت فمه مفتوح"

    
test
 
"Ne mateno, bone tamen"

-- Вывод:

-- А в Енисее — синева: True

-- А роза упала на лапу Азора: True

-- Не роза упала на лапу Азора: False

-- Мир как Рим: True

-- Мир не Рим: False

-- I prefer Pi: True

-- حوت فمه مفتوح: True

-- Ne mateno, bone tamen: True

```

## Приложения, написанные на языке Haskell

### Коммерческие приложения
Язык получил некоторое распространение в коммерческой среде, чему, в частности, способствовала принятая в сообществе традиция выпускать библиотеки под либеральными лицензиями (более 70 % свободно доступных библиотек распространяются на условиях лицензий BSD, MIT или являются общественным достоянием).
Среди коммерческих проектов, реализованных на Haskell — Bluespec SystemVerilog (встраиваемый язык проектирования и верификации полупроводниковых схем, является расширением языка Haskell), Cryptol (коммерческий язык для разработки и проверки криптографических алгоритмов, реализован на Haskell). Первое формально верифицированное микроядро seL4 было тоже написано на Haskell.
Haskell активно применяется в области финансового программирования, анализа рисков, в системах поддержки принятия решений. Haskell применяют разработчики генератора городских ландшафтов для игр и моделирования Gamr7. Есть примеры успешного применения языка для разработки частных информационных систем в коммерческих организациях (в том числе, в странах СНГ). В аналитической СУБД SQreamDB модуль синтаксического разбора SQL написан на Haskell.

### Приложения с открытым исходным кодом
Значительная часть библиотек и приложений с открытым исходным кодом, написанных на Haskell, доступны в архиве Hackage. Среди них есть универсальный преобразователь различных форматов разметки Pandoc, emacs-подобный текстовый редактор Yi и интегрированная среда разработки Leksah. Среди системных разработок — распределённая система контроля версий Darcs, операционная система House, мозаичный менеджер окон
Xmonad.
Компилятор GHC часто выступает экспериментальной площадкой для проверки новых возможностей функционального программирования и оптимизации. При этом на Haskell написаны компиляторы языков Agda, Curry, Epigram, а также первый компилятор и интерпретатор языка Perl 6 Pugs (был создан всего за месяц).